# Chārāt-e ‘Olyā
Chārāt-e ‘Olyā (persiska: چارات علیا, Chārāt) är en ort i Iran.   Den ligger i provinsen Khuzestan, i den centrala delen av landet, 600 km söder om huvudstaden Teheran. Chārāt-e ‘Olyā ligger 48 meter över havet och antalet invånare är 171.
Terrängen runt Chārāt-e ‘Olyā är platt, och sluttar söderut. Runt Chārāt-e ‘Olyā är det ganska tätbefolkat, med 58 invånare per kvadratkilometer. Närmaste större samhälle är Rāmshīr, 17,0 km söder om Chārāt-e ‘Olyā. Omgivningarna runt Chārāt-e ‘Olyā är i huvudsak ett öppet busklandskap.